# Juan Rexach
Juan Rexach oder Joan Reixac (fl. 1431–1482) war ein spanischer Tafel- und Buchmaler und bedeutender Vertreter der Malerei Valencias im 15. Jahrhundert.
Seine Ausbildung erfuhr er bei Jacomart, in dessen Werkstatt er auch nach den ersten Lehrjahren und vor Erlangen der Meisterreife tätig gewesen zu sein scheint. Gemeinsam mit Jacomart bearbeitete er einige Aufträge, in einem Fall führte Rexach eine begonnene Arbeit seines Lehrmeisters fort. Die Händescheidung fällt dementsprechend schwer. Eine Tafel mit einer Darstellung der Heiligen Ursula, heute in Barcelona, trägt Rexachs Signatur zu Fügen der Heiligen.
Rexach schuf oft großformatige Retabel, in deren Bildfeldern verhältnismäßig große Einzelfiguren agieren. Obwohl die spanische Tradition in seinen Werken dominiert, sind auch flandrische Einflüsse sichtbar. Die Kreuzigung im Norton Simon Museum etwa orientiert sich an entsprechenden Bildern Gerard Davids.

## Zugeschriebene Werke (Auswahl)
- Gottvater aus Castelló de la Plana, um 1450 (heute Barcelona, Museu Nacional d’Art de Catalunya)[1]
- Veronika und Vera Icon, um 1450 (Paris, Louvre, Inv. Nr. RFML.PE.2020.17.1)[2]
- Heilige Margarete, um 1456 (heute Barcelona, Museu Nacional d’Art de Catalunya)[3]
- Verkündigungsdiptychon, um 1460 (118 × 110 cm; Santiago de Chile, Museo Nacional de Bellas Artes)
- Kreuzigung und Thronende Madonna mit Kind, um 1465/70 (Pasadena, Norton Simon Museum)[4]
- Ursula-Retabel aus dem Monestir de Santa Maria de Poblet, 1468 (heute Barcelona, Museu Nacional d’Art de Catalunya)[5]
- Anbetungsretabel aus dem Augustinerkloster in Rubielos de Mora, um 1469 (heute Barcelona, Museu Nacional d’Art de Catalunya)[6]
- Heiliger Martin (Kathedrale von Segorbe)
- Tafeln mit König Salomo und vier Propheten (Valencia, Museu de Belles Arts de València)
- Entschlafung Mariens (Valencia, Museu de Belles Arts de València)
- Zwei Predellen mit Szenen aus der Passion Christi (Valencia, Museu de Belles Arts de València)
- Drei Tafeln mit Evangelistenbildern (Valencia, Museu de Belles Arts de València)
- Katharinenretabel (Kirche in Villahermosa del Río)

## Galerie

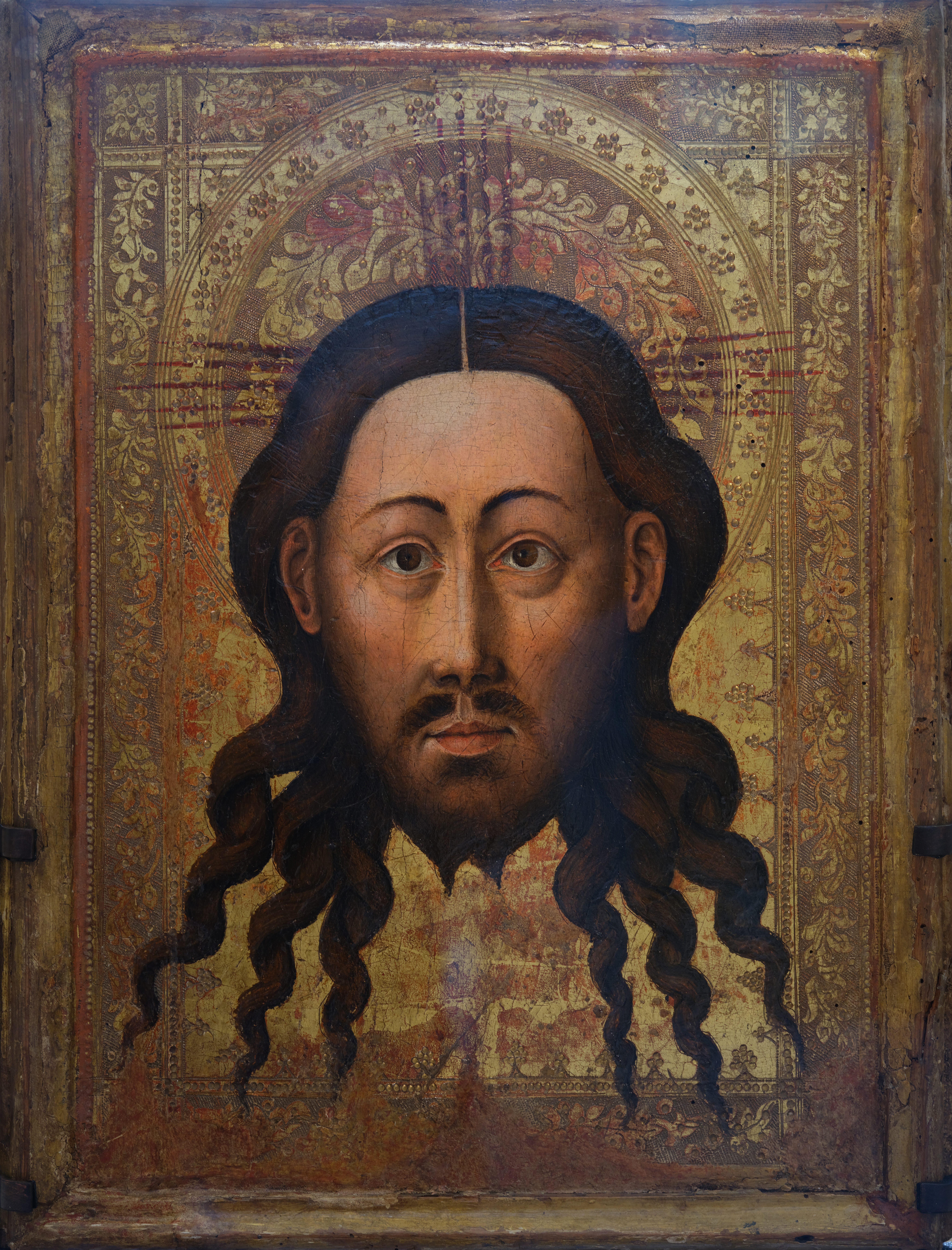
Vera Icon, Paris, Louvre
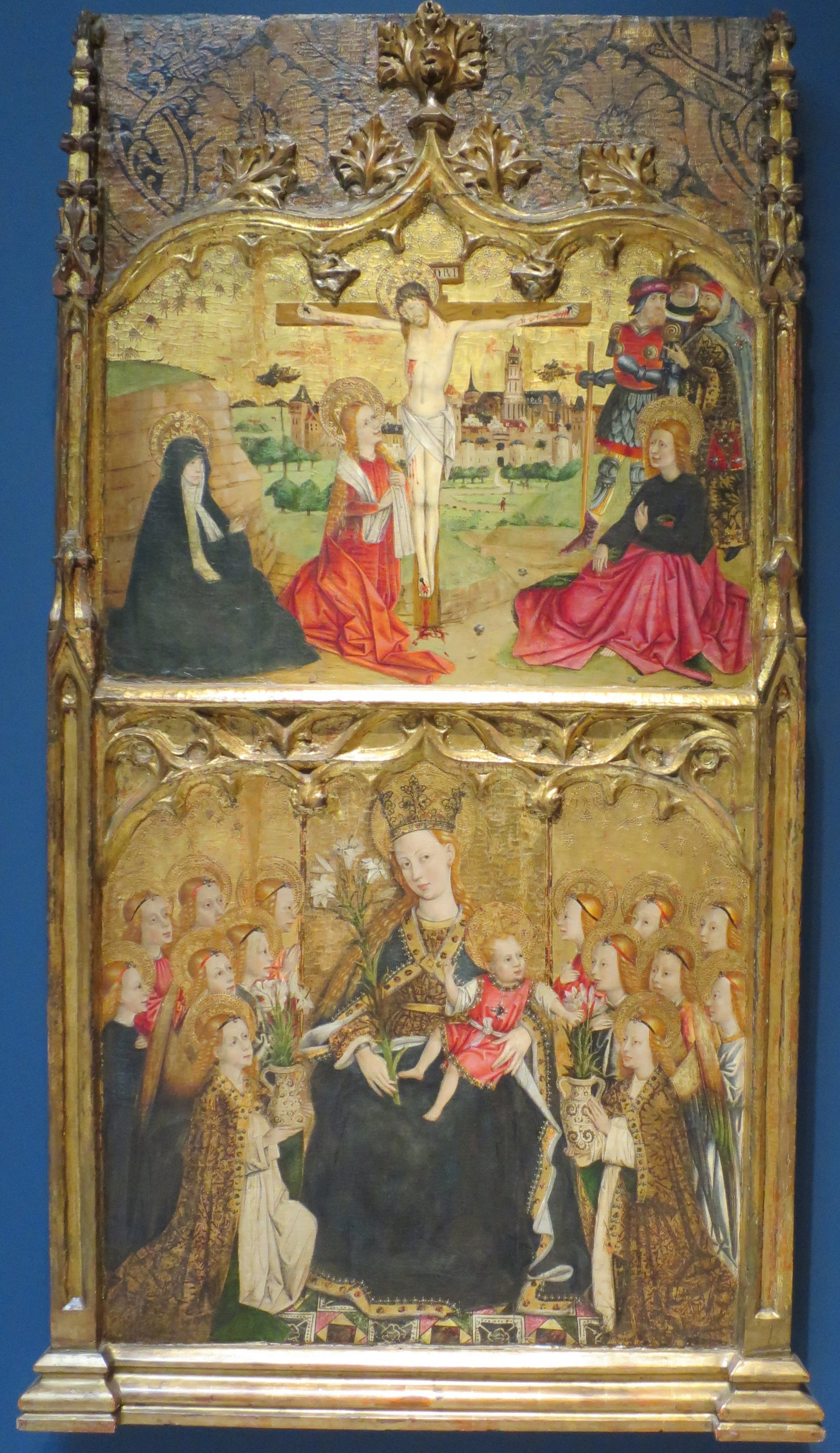
Kreuzigung und Thronenden Madonna mit Kind, Pasadena, Norton Simon Museum
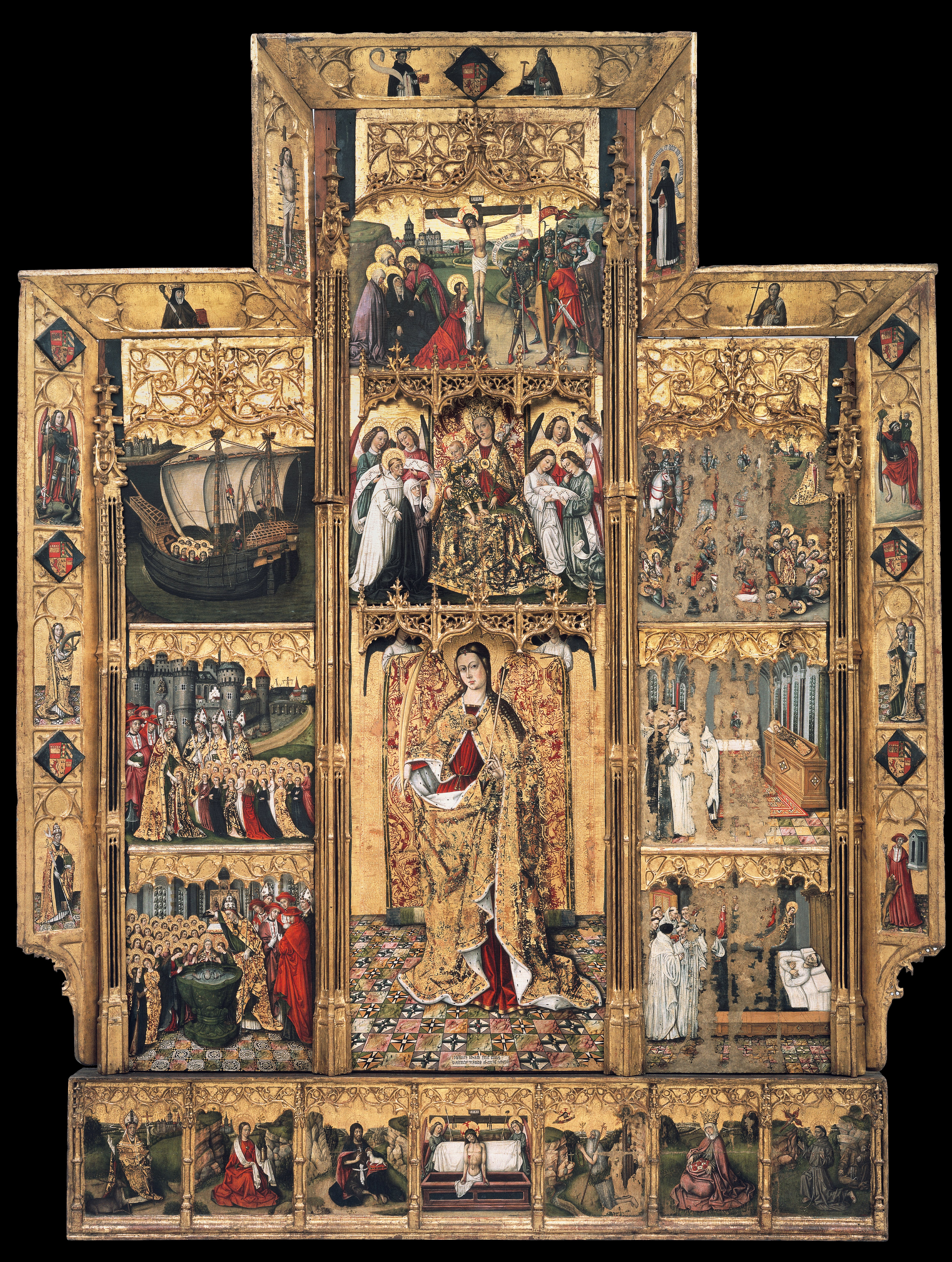
Ursularetabel, Barcelona, Museu Nacional d’Art de Catalunya
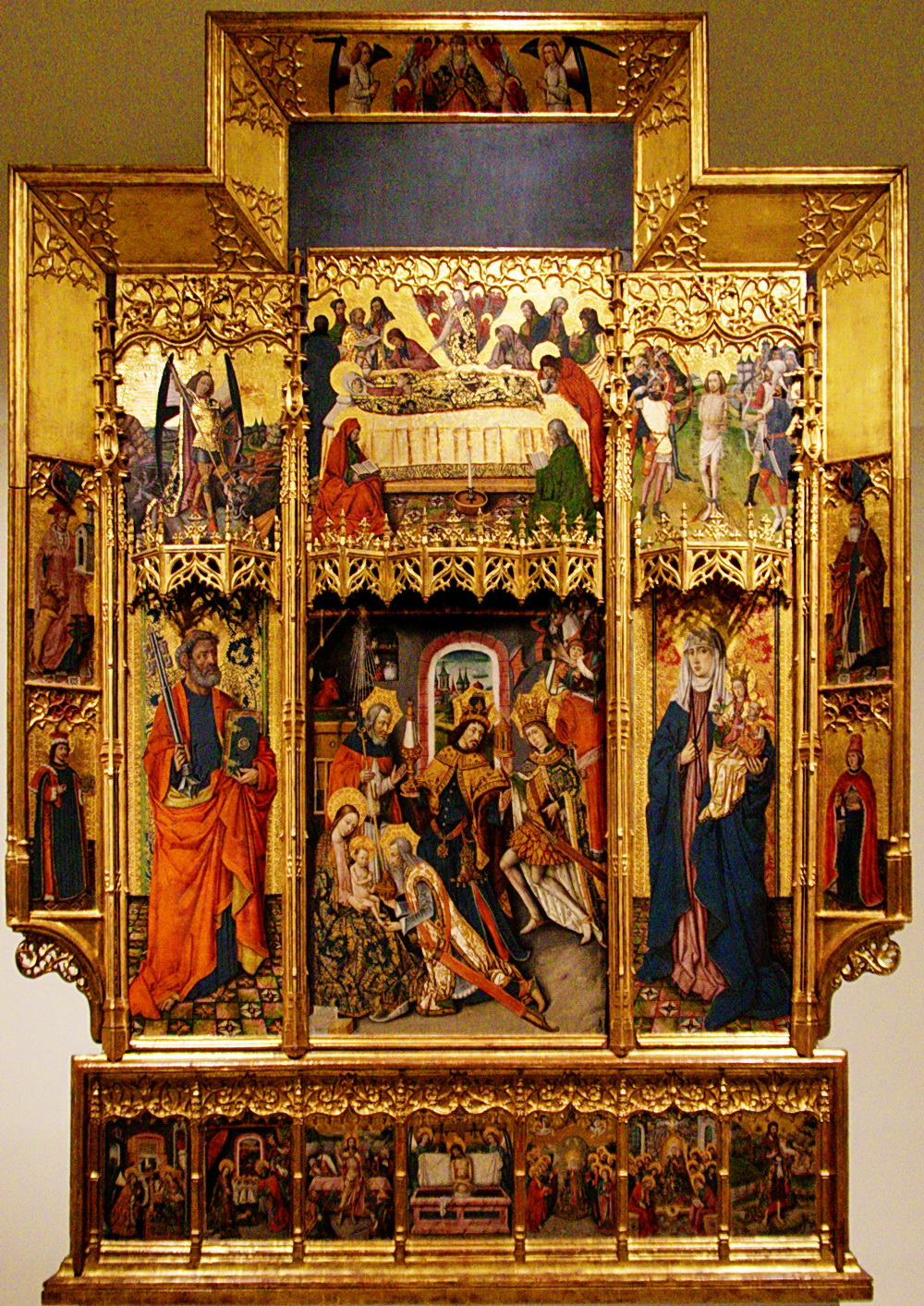
Anbetungsretabel, Barcelona, Museu Nacional d’Art de Catalunya
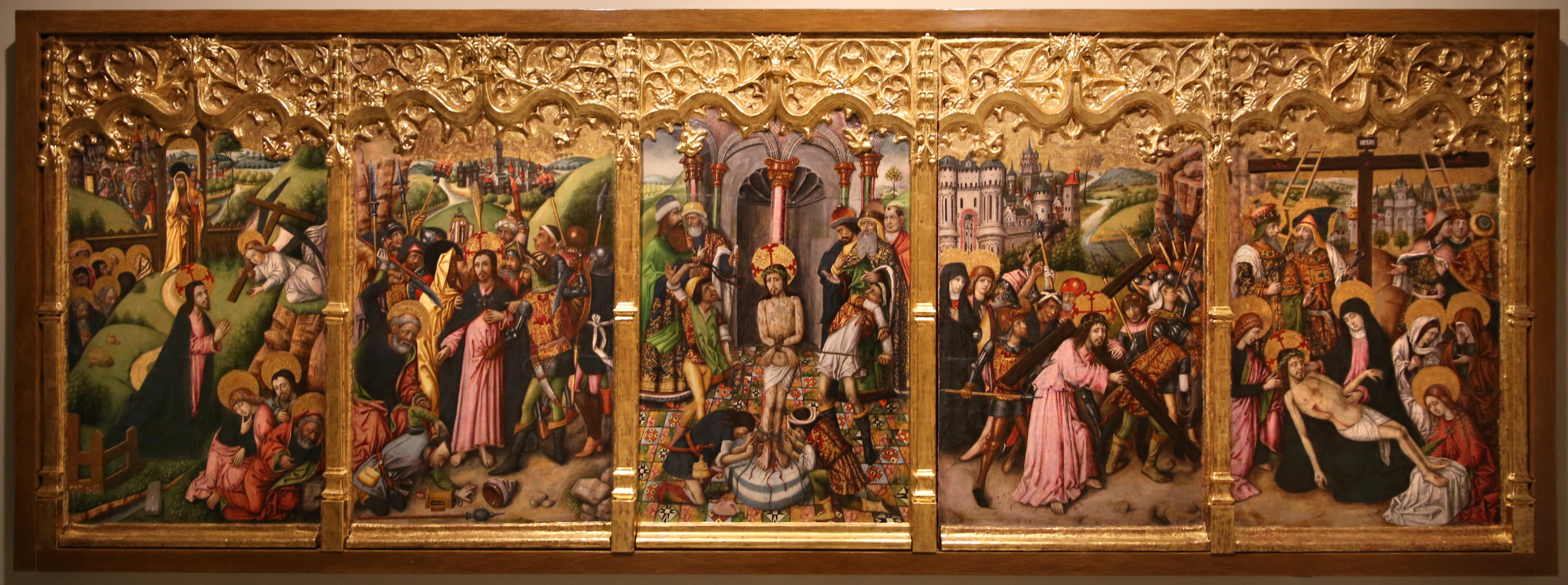
Predella mit Szenen aus der Passion Christi, Valencia, Museu de Belles Arts de València
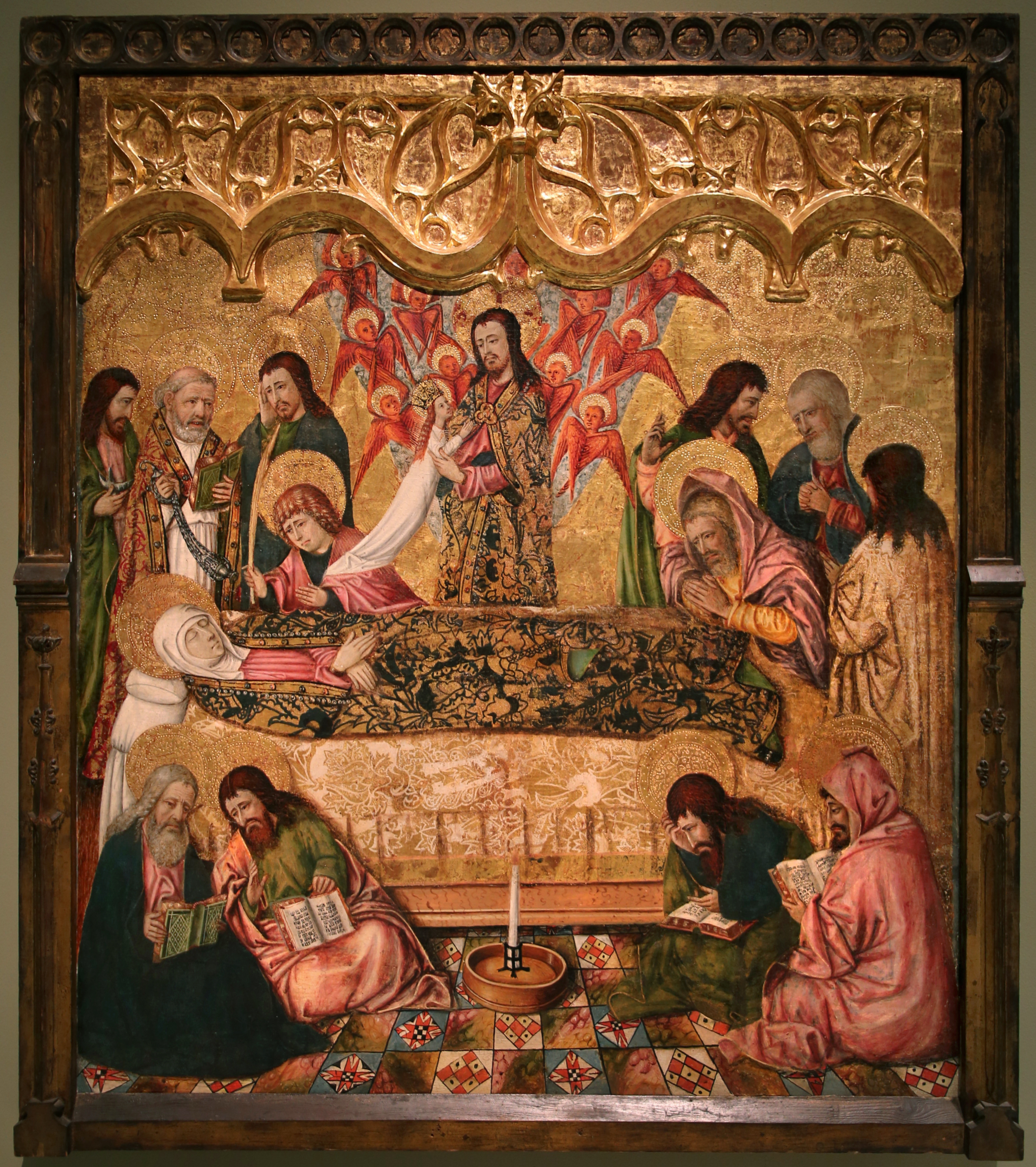
Entschlafung Mariens, Valencia, Museu de Belles Arts de València
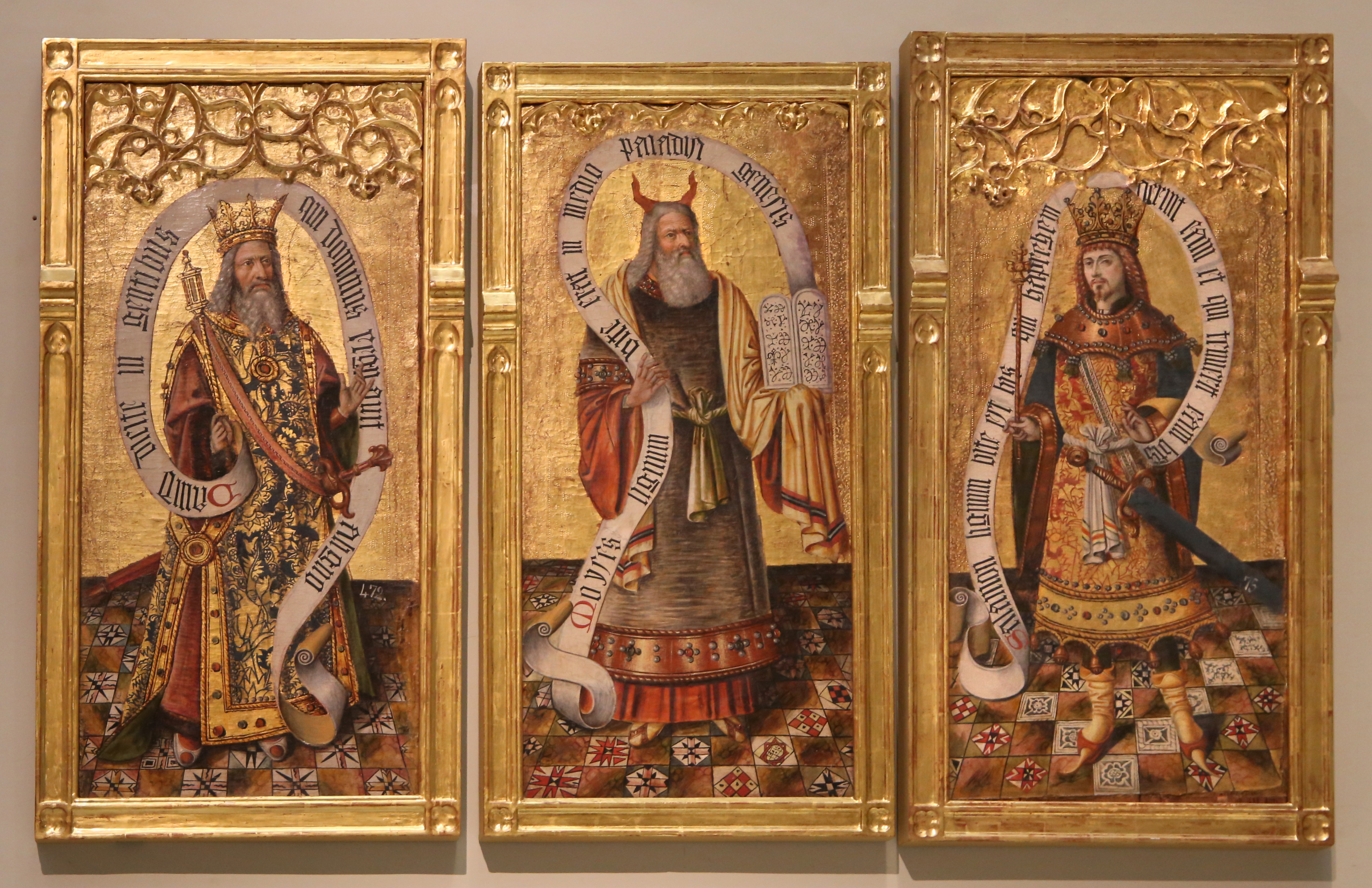
König Salomo und die Propheten Moses und David, Valencia, Museu de Belles Arts de València